# Heideck

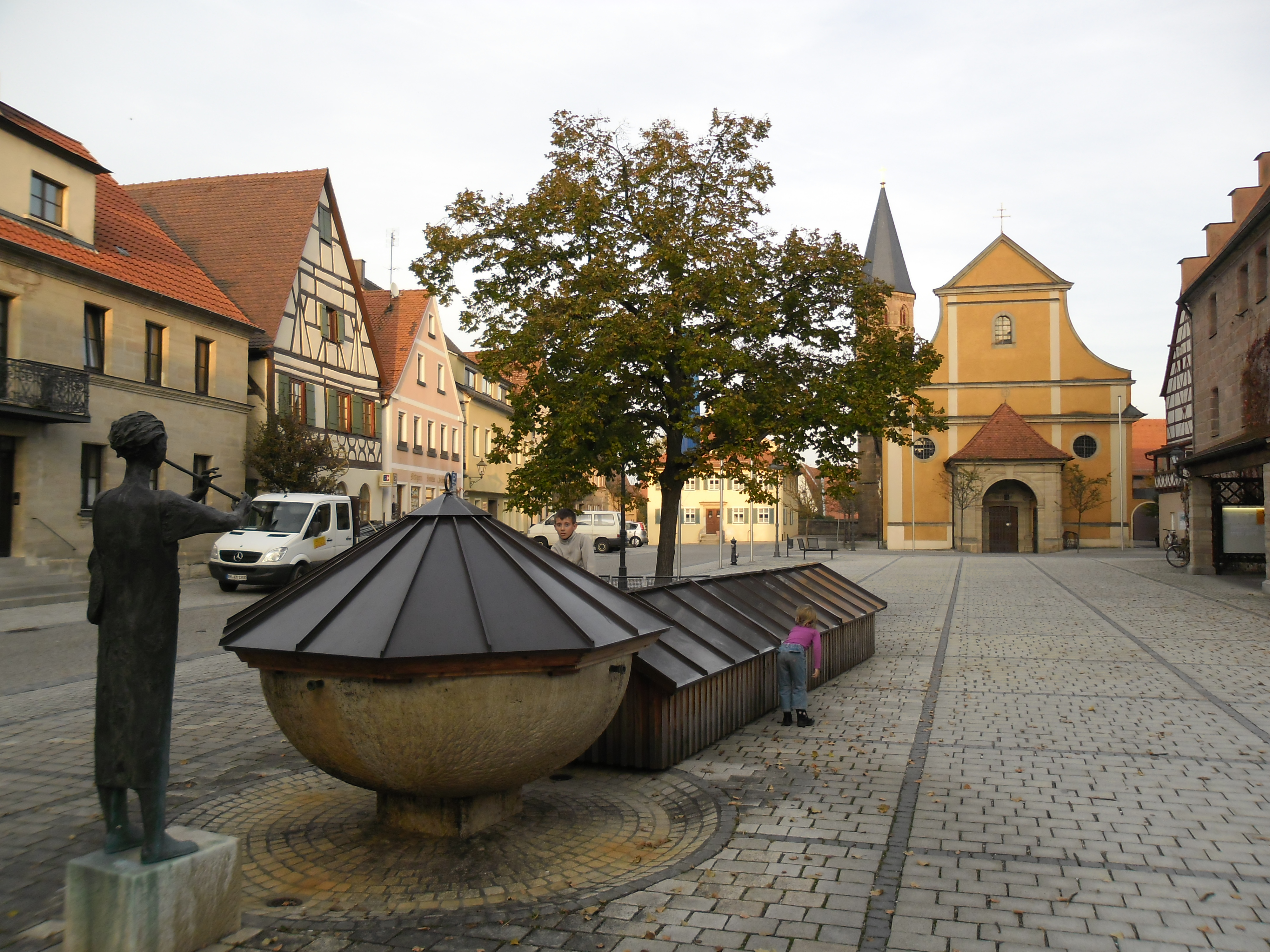
Marktplatz Heideck

Heideck é um município da Alemanha, no distrito de Roth, na região administrativa da Média Francónia, estado de Baviera.